# Игнатий Мусса I
Игнатий Мусса́ I (в миру Базиль Мусса Дауд, 18 сентября 1930, Месканех — 7 апреля 2012, Рим) — сирийский кардинал. Сирийский епископ Каира с 2 июля 1977 по 1 июля 1994. Архиепископ Хомса с 1 июля 1994 по 13 октября 1998. Патриарх Антиохийский Сирийской Католической церкви с 13 октября 1998 по 8 января 2001. Префект Конгрегации по делам восточных церквей и великий канцлер Папского Восточного Института с 25 ноября 2000 по 9 июня 2007. Кардинал-патриарх с 21 февраля 2001.

## Начало служения
Мусса Дауд родился 18 сентября 1930 в Месканехе, архиепархия Хомс, Хама и Набка, Сирия. Образование получил в Сирийской семинарии Святого Бенедикта и Святого Ефрема в Иерусалиме; в семинарии Шарфета в Ливане (философия и богословие), а также в Папском Латеранском Университете, в Риме, (лиценциат канонического права). Владел арабским, французским и итальянским языками.
Дауд был рукоположён в священники 17 октября 1954. В 1960—1964 изучал каноническое право в Папском Латеранском Университете в Риме. В 1965—1970 — секретарь Сирийского Патриарха, в Бейруте.

## Патриарх,кардинал, префект Конгрегации
2 июля 1977 года был избран Патриаршим синодом Сирийским епископом Каира. Посвящён в епископы 18 сентября 1977 в Шарфете, Дарун, Ливан, в церкви женского монастыря Нотр-дам де Ла Дельваранс, Игнатием Антонием II, Сирийским патриархом Антиохийским, которому сослужили Флавиен Захарий Мелки, титулярный архиепископ Амиды деи Сири, и Иосиф Якоб Абиад, Сирийский архиепископ Хомса, Хамы и Набка. При епископской хиротонии взял себе имя Базиль Мусса Дауд.
Был назначен Сирийским архиепископом Хомса 1 июля 1994. Избран патриархом Антиохийским Сирийской Католической церкви, 13 октября 1998, в Ливане, Сирийским католическим Патриаршим синодом. Взял имя Игнатий Мусса I.
Патриарх-эмерит Сирийской Католической церкви с 8 января 2001.
25 ноября 2000 Дауд был назначен префектом Конгрегации по делам восточных церквей. Возведён в кардиналы папой римским Иоанном Павлом II на консистории от 21 февраля 2001.
Он был одним из кардиналов-выборщиков, которые участвовали в папском Конклаве 2005, который избрал папу римского Бенедикта XVI.
9 июня 2007 кардинал Дауд покинул пост префекта Конгрегации по делам восточных церквей. Его преемником стал будущий кардинал Леонардо Сандри.
18 сентября 2010 года кардиналу Игнатию Муссе I Дауду исполнилось 80 лет и он потерял право участвовать в Конклаве.
7 апреля 2012 года кардинал Дауд скончался в Риме, в клинике Джемелли от последствий перенесенного инсульта, куда он был помещён 14 марта этого года. Отпевание кардинала состоятся 10 апреля 2012 года.
Предварительно планируется, что тело кардинала Игнатия Муссы I Дауда, будет доставлено в Бейрут в среду 11 апреля 2012 года, где патриарх Игнатий Иосиф III Юнан патриарх Антиохии сирийцев будет возглавлять на другую заупокойную литургию. После, покойный кардинал будет похоронен в склепе патриархов, Шарфех, Дарун.

## Награды
- Великий офицер ордена Почётного легиона (2007 год)[3]